# Iannis Xenakis
Iannis Xenakis (în greacă Ιάννης Ξενάκης); n. 29 mai 1922, Brăila, - d. 4 februarie 2001, Paris) a fost un compozitor și arhitect de origine greacă care a lucrat preponderent în Franța. Muzica lui Xenakis a fost influențată de interesele sale din matematică și acustică.

## Biografie
Xenakis s-a născut într-o familie de greci din Brăila. Tatăl său, Clearhos Xenakis, conducea o agenție de import-export engleză iar mama lui, fluentă în franceză și germană și o bună pianistă, a fost cea care i-a deschis dragostea pentru muzică. Iannis a fost cel mai mare dintre trei frați, ceilalți doi ajung pictor, respectiv profesor de filosofie în Statele Unite. După moartea mamei în 1927 copiii sunt crescuți de guvernante franceze, engleze și germane. În 1932 Iannis pleacă în Grecia, în toamna anului 1938 mutându-se la Atena pentru a-și pregăti examenul de admitere la institutul politehnic. Reușește acest examen, dar nu mai apucă să înceapă școala care este închisă după intrarea trupelor lui Mussolini în Grecia. Iannis se implică în mișcarea de rezistență. Participând la manifestații împotriva ocupanților, a fost închis de autoritățile fasciste italiene și mai apoi de cele naziste germane. Pe 1 ianuarie 1945 a fost rănit grav de un obuz britanic, pierzând un ochi. Odată ieșit din spital se implică mai departe în activități politice clandestine. Urmărit, reușește să scape prin Italia spre Paris. În Grecia a fost condamnat (în lipsă) la moarte pentru terorism politic. În decembrie 1947 începe să lucreze ca inginer la atelierul Le Corbusier.
În perioada 1950-1953 urmează cursuri de teorie muzicală și cursuri de compoziție, îndrumat de Olivier Messiaen, la Conservatorul din Paris și la Gravesano.
La Gravesano a audiat discursul dirijorului Hermann Scherchen.
A înființat „Centrul de studii de matematică și automatică muzicală” CÉMAMU (Centre d'études de mathématique et automatique musicales), cu scopul aplicării cunoștințelor tehnice și științifice în muzică. Pentru realizarea compozițiilor sale, s-a folosit de un calculator.

## Compoziții
- Métastasis, 1954
- Nomos Alpha pour violoncelle seul, 1966,
- Jonchaies 1977,
- Shaar, 1982,
- Akea, 1986,
- Waarg, 1988,
- Roaï, 1991.